# Cordillans
Cordillans és una partida situada en una carena del terme municipal de Castell de Mur, dins de l'antic terme de Mur, al Pallars Jussà, en territori intermedi entre Vilamolat de Mur, Miravet i Mur.
Està situat al nord-oest del castell de Mur i Santa Maria de Mur, al sud-est de Vilamolat de Mur i al nord-est de Miravet, al nord-oest de la Solana de Cordillans i al sud-oest de los Masos. És, de fet, el cap de carena d'un contrafort nord-oriental de la mateixa serra que conté la casa forta de Miravet.